# Longford-Westmeath
Longford-Westmeath is een kiesdistrict in Ierland voor verkiezingen van Dáil Éireann, het lagerhuis van het Ierse parlement. Het huidige district werd gevormd voor de verkiezingen van 2007 en bestaat uit vrijwel het gehele graafschap Longford en Westmeath. Het huidige kiesdistrict kiest 4 leden van Dáil Éireann. Eerder bestond het district tussen 1921 en 1937, en tussen 1948 en 1992.
In 2016 koos het district 1 lid van Fianna Fáil, 1 van Fine Gael, 1 van Labour en 1 onafhankelijke kandidaat.

## Bekende leden
Erskine H. Childers, de vierde president van Ierland was tussen 1948 en 1961 TD voor Longford-Westmeath.

## Referendum
Bij het abortusreferendum in 2018 stemde in het kiesdistrict 58,3% van de opgekomen kiezers voor afschaffing van het abortusverbod in de grondwet.